# 阮雲道
阮雲道，SBS（越南语：／，1943年10月1日—2020年6月16日）是香港法律界人士。生前任職中聯能源高級顧問、公眾集會及遊行上訴委員會主席及香港足球總會上訴小組組員。

## 經歷
阮雲道生於越南，1948年移居香港。1970年，獲得英國大律師資格，後回港執業。1984年，任香港大律師公會執行委員會成員。1994年，加入律政署，成為首位擔任刑事檢控專員的越南人；1997年離職。1998年，獲委任為香港高等法院原訟法庭法官；2008年退休。
阮雲道為香港首位及唯一一位越南裔刑事檢察處處長，曾審理過不少轟動案件。當中包括1999年的Hello Kitty藏屍案
。
於2000年7月27日，其次子阮家輝在中區一間的士高的廁所內被警員發現藏有兩粒搖頭丸。當時他向警員解釋，自己剛剛與女友分手，感到不開心，欲啪丸跳舞解愁，並承認以二百元向一名女子購入毒品。翌月他到中區警署報到，警方一度控告他藏有危險藥物罪名，但控方最終於2000年12月18日撤銷對阮家輝的控罪並改以守行為處理，事件引起公眾嘩然。各界批評，律政司有偏袒之嫌，並誤導年輕人吸毒無罪。事件令時任律政司司長梁愛詩及刑事檢控專員江樂士要多次「解畫」，卻遭立法會議員質疑為何其他吸毒年輕人遭檢控，批評檢控政策不公平。2010年6月上旬，阮家輝在家中被發現暴斃，死因懷疑與其吸毒習慣有關，屍體已死去多時並腐爛發臭，終年三十一歲。
2020年6月16日，阮雲道被家人發現倒臥在床邊地下，送院後證實逝世，終年77歲。